# Henrik Skovgaard
Henrik Skovgaard (født 1963) er dansk journalist og tv-vært. 
Henrik Skovgaard blev født på Nordvestfyn i 1963. Han blev uddannet fra Danmarks Journalisthøjskole i 1988, hvorefter han var ansat på TV-Fredericia/TV-Trekanten 1988 – 1997 som vært, reporter og nyhedschef. Fra 1997 til 1999 ansat på TV 2/Fyn som reporter og vært. Fra februar 1999 ansat som Nyhedsvært på TV 2 på morgenfladen, hvorfra han i sommeren 2007 blev udlånt til den nye kanal TV 2 Sport, som vært frem til september. Gift med journalist Anne Kruse Brødsgaard – har sammen en datter. Tilhænger af fodboldklubben OB. I dag  arbejder han som studievært på regionalkanalen TV Syd i Kolding.